# Glinesova přehrada
Glinesova přehrada, také známá jako Horní Elwžská přehrada, byla postavena roku 1927 21 kilometrů po proudu od ústí řeky Elwha do úžiny Juana de Fucy v americkém státě Washington. Jednalo se o 64 metrů vysokou betonovou klenbovou hráz, která vytvářela Millsovo jezero.
Jelikož postrádala rybí přechody, představovala překážku pro tahy anadromních ryb, jako jsou lososovití, při cestě za 38 kilometry horního toku řeky a 48 kilometry jejích přítoků. Kdysi povodí řeky poskytovalo útočiště 400 tisícům dospělých jedinců ve více než 110 kilometrech říčního ekosystému. Na začátku 21. století době se každý rok do vod řeky vracely pouhé 4 tisíce lososovitých ryb.
Zákon z roku 1992 pověřil federální vládu zakoupením zdejší vodní elektrárny k jejímu vyřazení z provozu a zboření celé přehrady, aby bylo obnoveno životní prostředí anadromních ryb.
V září 2011 byl spuštěn projekt obnovy ekosystému řeky Elwha a kromě Glinesovy přehrady byla zbořena i nedaleká Elwžská přehrada. Celý projekt probíhal mezi roky 2011 a 2014. Po demolici přehrady byla oblast zátopy dřívějšího Millsova jezera znovu osázena rostlinami a jeho břehy byly zajištěny ke zmírnění eroze a urychlení ekologické obnovy.

## Galerie

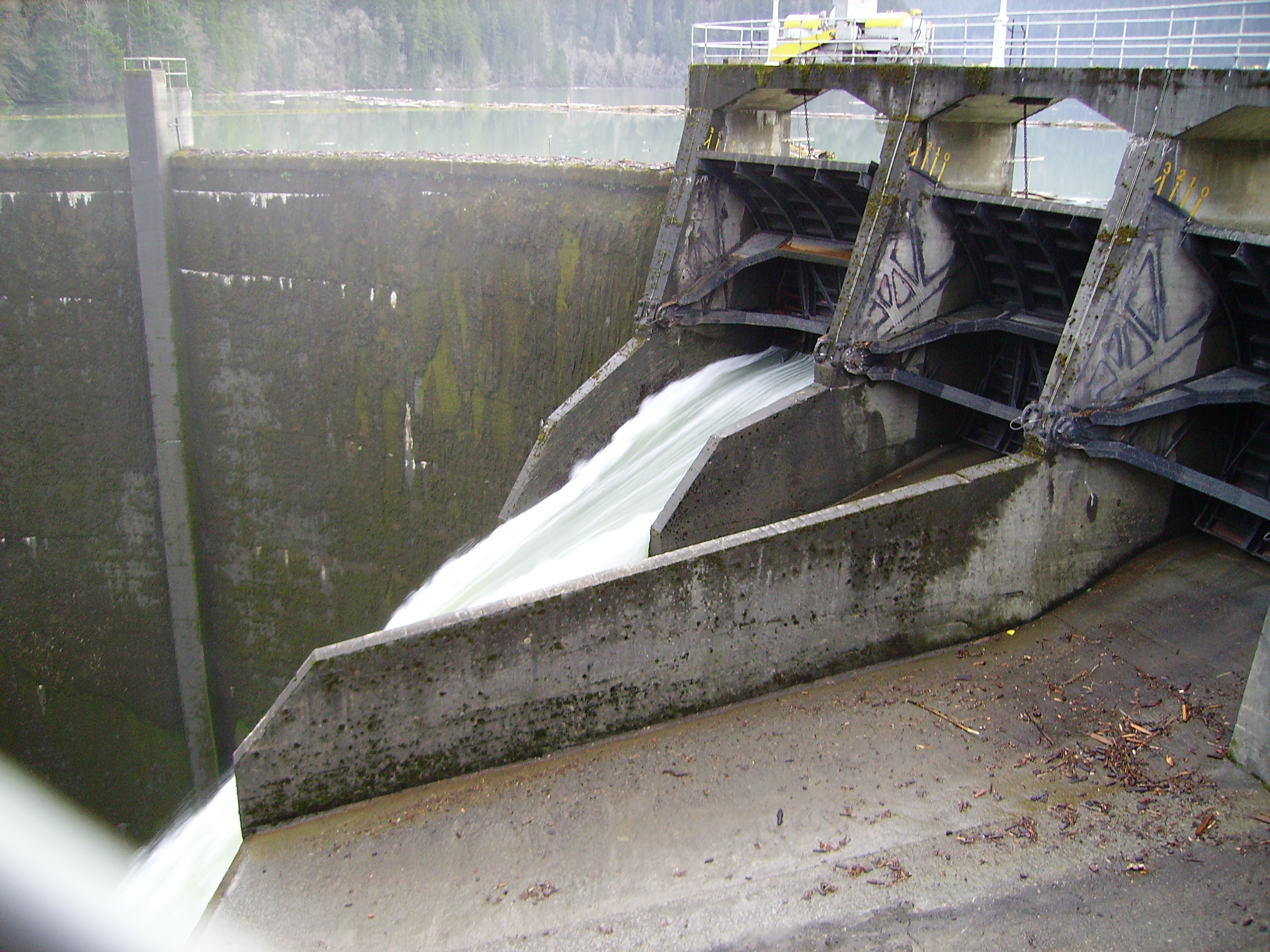
rok 2008
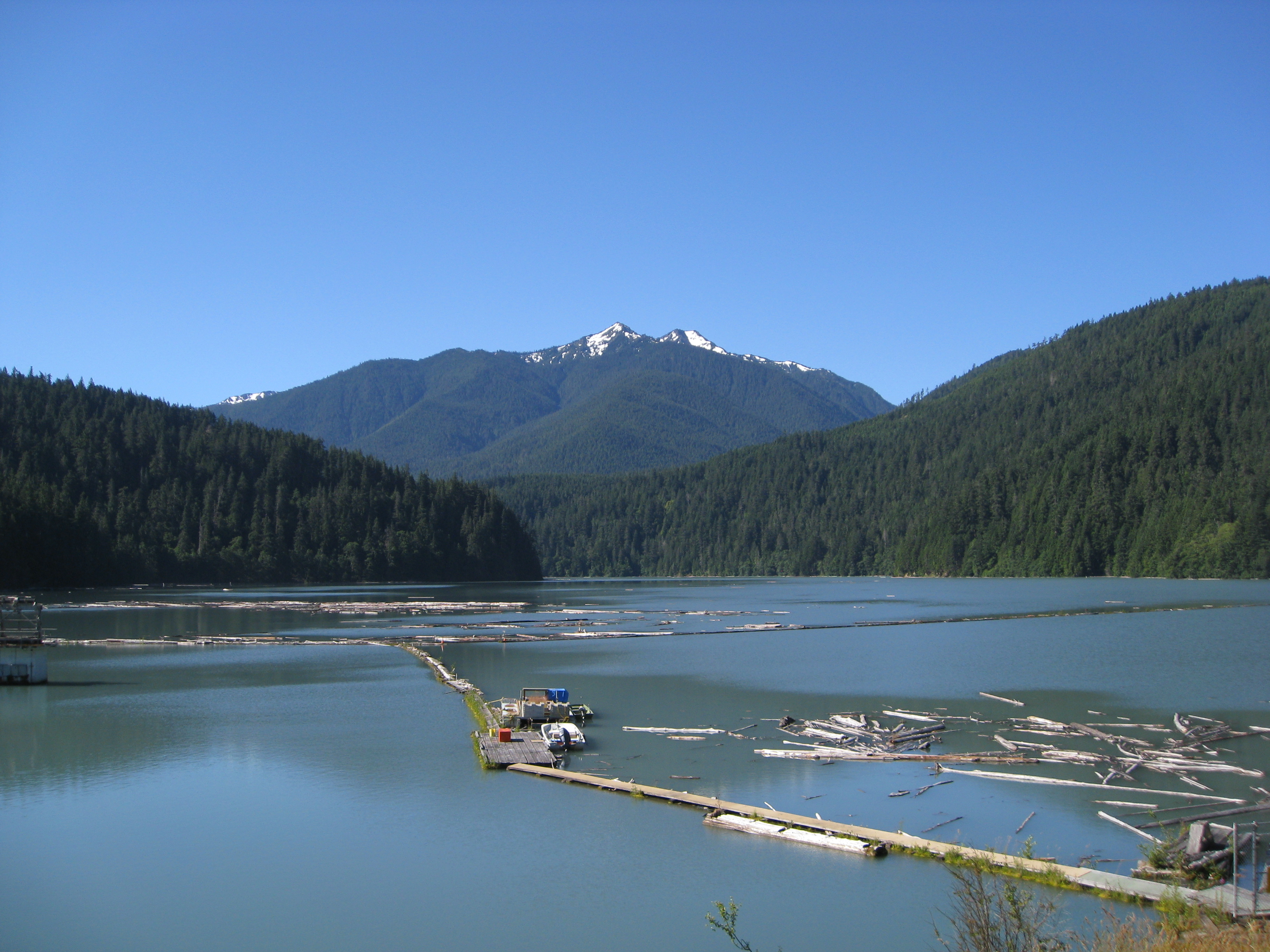
rok 2008
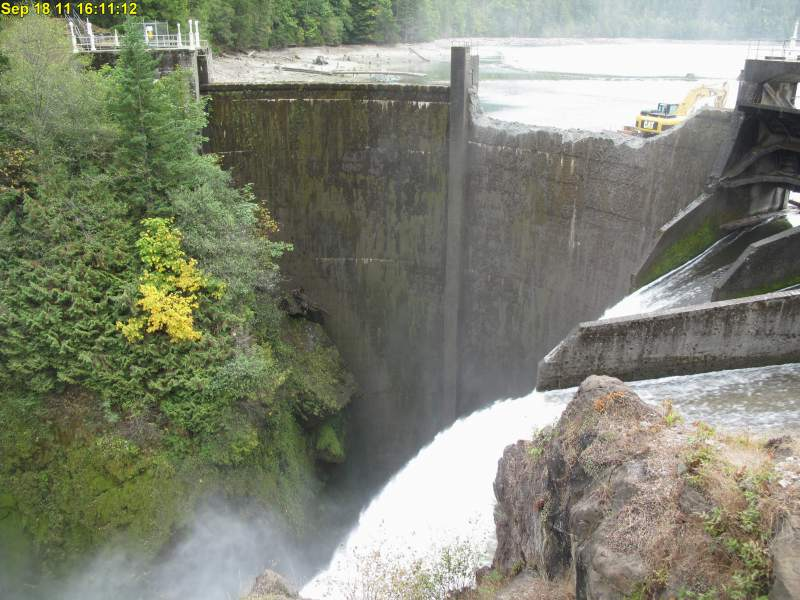
září 2011 (postupné odbourávání hráze)
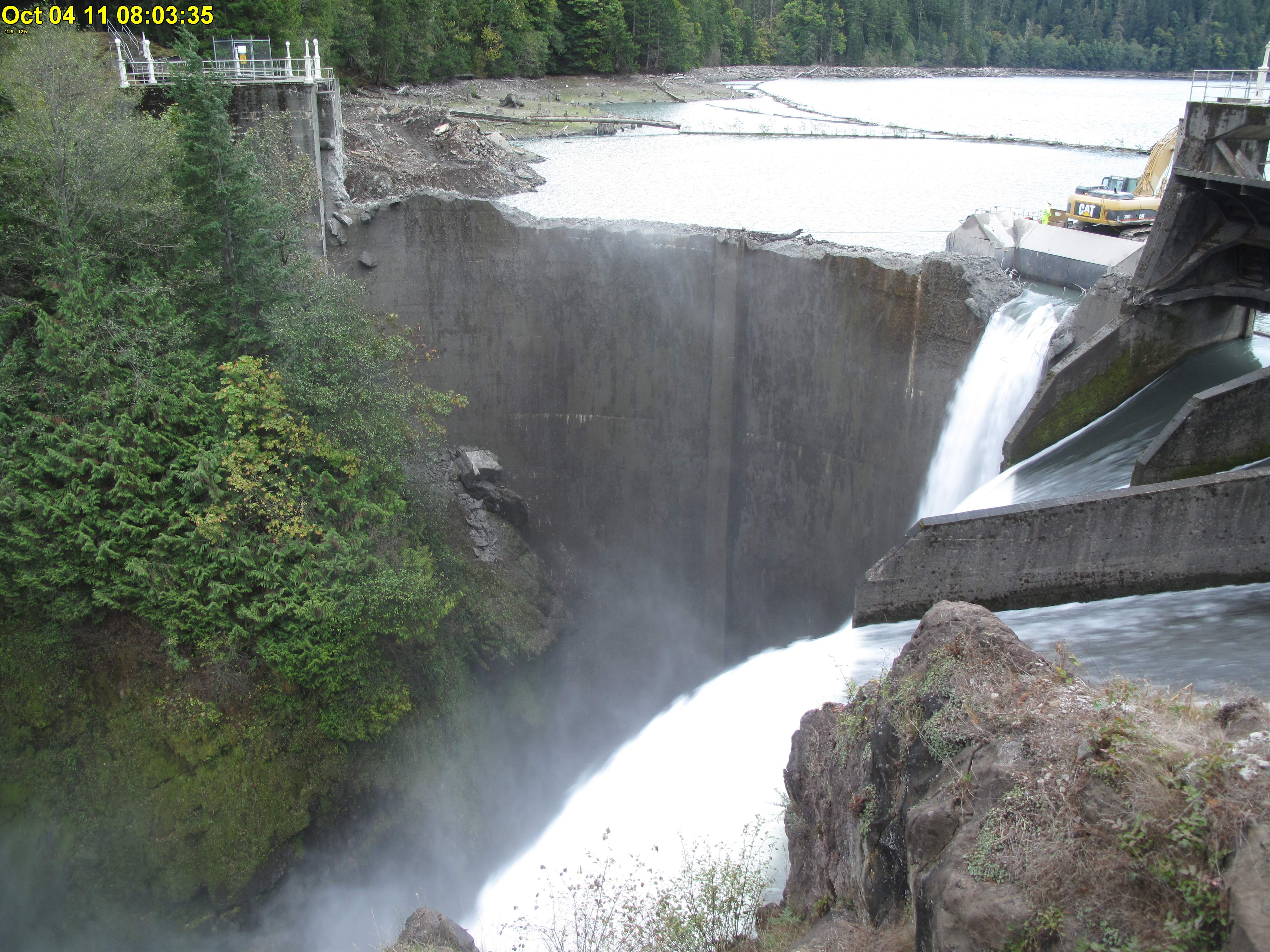
říjen 2011 (postupné odbourávání hráze)
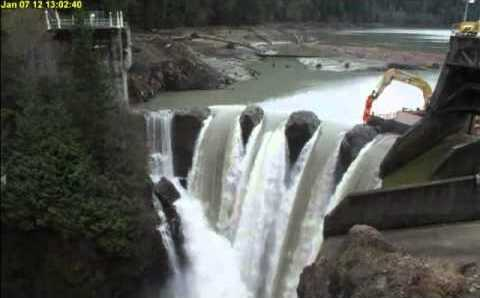
leden 2012 (postupné odbourávání hráze)
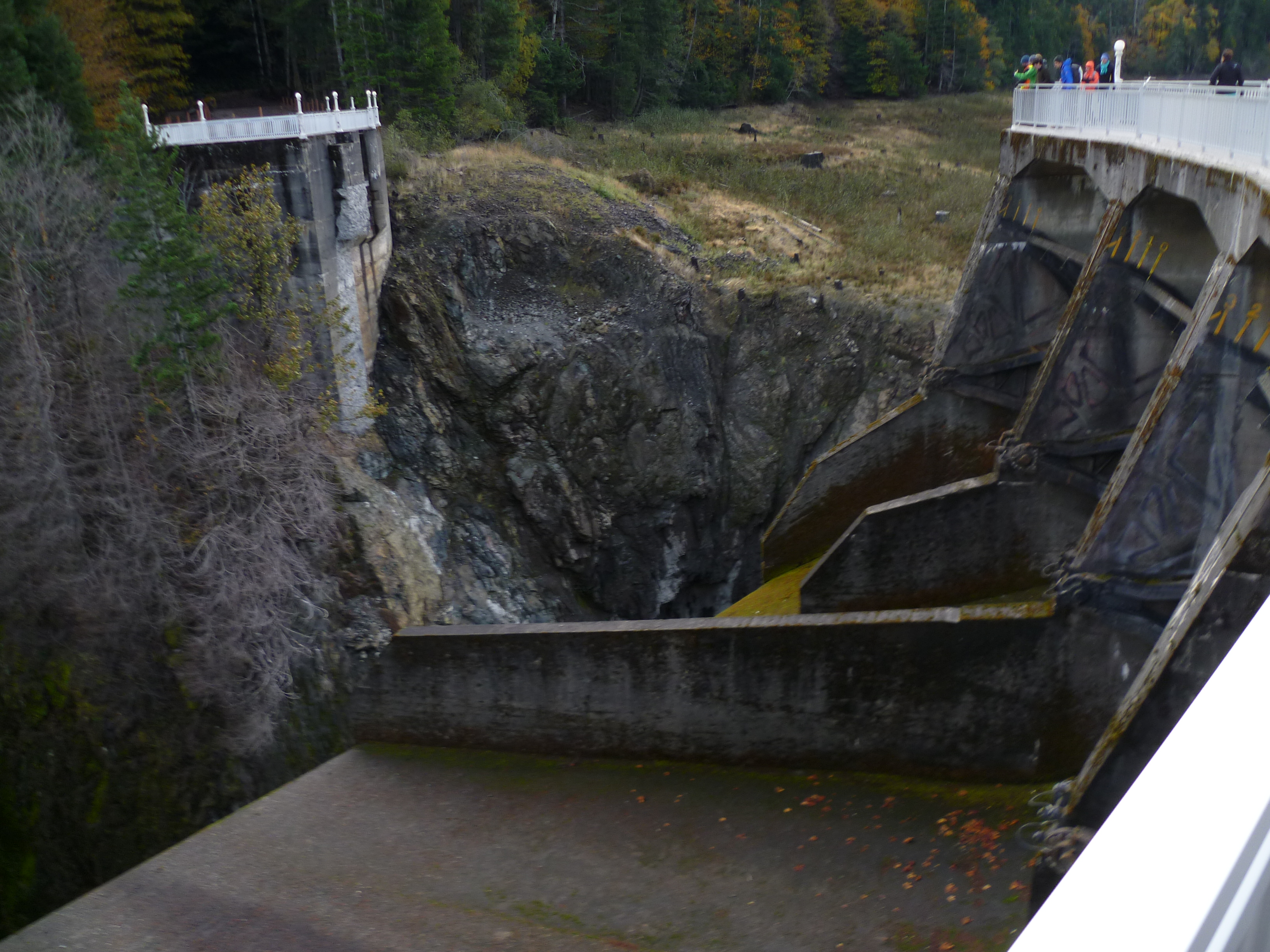
rok 2014 (prostor hráze)
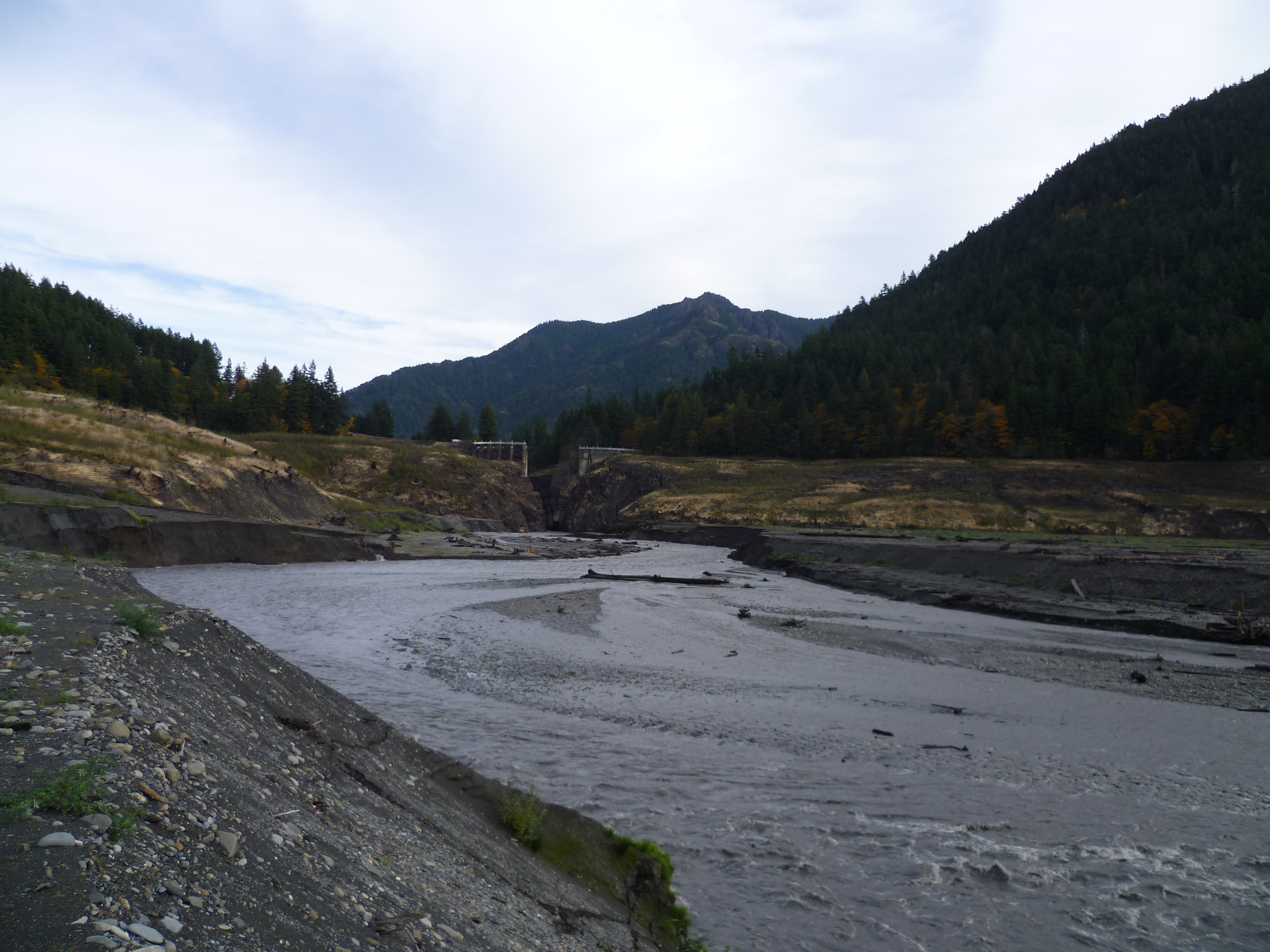
rok 2014 (bývalá zátopa)